# Ferdinand von Bauer
Ferdinand svobodný pán von Bauer (7. března 1825 Lvov – 22. července 1893 Vídeň) byl rakousko-uherský generál a politik. V armádě sloužil od roku 1842 a vyznamenal se v několika válečných taženích, později byl vyšším důstojníkem generálního štábu a uplatnil se také jako vojenský pedagog. V roce 1881 dosáhl hodnosti polního zbrojmistra a v letech 1883–1888 byl velitelem 2. armádního sboru ve Vídni. Svou kariéru završil v letech 1888–1893 jako ministr války Rakouska-Uherska.

## Biografie

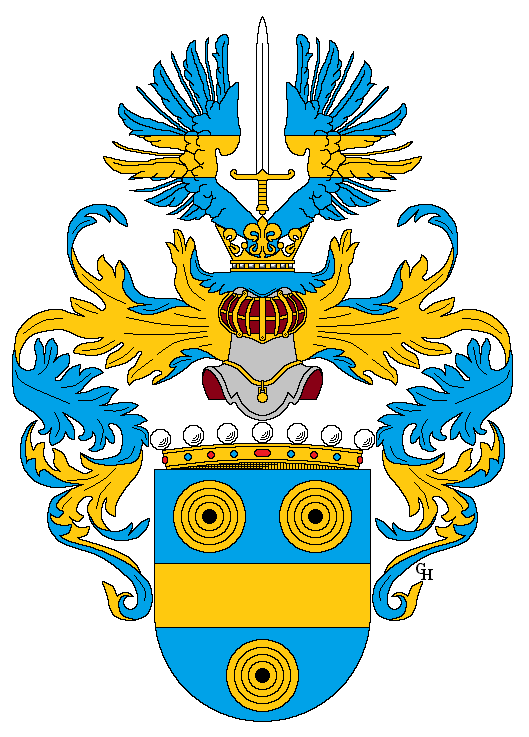
Erb Ferdinanda von Bauera udělený při povýšení do stavu svobodných pánů

Od roku 1841 studoval na inženýrské akademii (pozdější Technická vojenská akademie) a do armády vstoupil v roce 1842 jako poručík. Několik let sloužil u ženijního pluku v rodném Lvově a v roce 1845 byl povýšen na nadporučíka. V revolučních letech 1848–1849 bojoval v Haliči a poté proti maďarským povstalcům. Od roku 1850 sloužil u 30. pěšího pluku ve Lvově V roce 1854 byl povýšen na majora a přeložen jako štábní důstojník k 48. pěšímu pluku do Šoproně. Ve válce s Itálií bojoval v prohrané bitvě u Solferina (1859). V roce 1860 byl v hodnosti podplukovníka a o dva roky později se jako plukovník stal velitelem 48. pěšího pluku. V další válce v Itálii se vyznamenal jako velitel brigády v bitvě u Custozy roku 1866. Po válce byl velitelem 46. pěšího pluku v Segedínu.
V říjnu 1868 byl povýšen do hodnosti generálmajora a v letech 1869–1871 zastával funkci velitele pevnosti v Temešváru.. V dalších letech působil jako pedagog na střelecké kadetní škole v Brucku, zároveň byl velitelem brigády u 8. pěší divize. Roku 1874 byl povýšen na polního podmaršál (Feldmarschalleutnant) a převzal velení 2. pěší divize ve Vídni, kde souběžně vedl kurzy pro štábní důstojníky a později byl i ředitelem kadetní školy v Brucku. V letech 1878–1881 zemským velitelem v Sedmihradku se sídlem v Hermannstadtu. K datu 1. listopadu 1881 byl povýšen do hodnosti polního zbrojmistra (Feldzeugmeister). Po reorganizaci oblastních velitelství rakousko-uherské armády byl od 1. ledna 1883 velitelem 2. armádního sboru ve Vídni a v této funkci setrval pět let.
Od 16. března 1888 až do 24. července 1893 zastával post ministra války Rakouska-Uherska (jedno ze tří společných ministerstev Rakouska-Uherska, zřízených po rakousko-uherském vyrovnání). Jako ministr provedl četné reformy. Zavedl osmimilimetrovou opakovací zbraň a bezkouřový střelný prach, realizoval změny v doktríně opevňovacích prací.

## Tituly a ocenění
Během své kariéry obdržel za vojenské zásluhy několik vysokých vyznamenání, ve funkci ministra války později získal ocenění i od zahraničních panovníků. V roce 1881 byl jako zemský velitel v Sedmihradsku jmenován c. k. tajným radou s nárokem na oslovení Excelence. V roce 1881 byl zároveň povýšen do stavu svobodných pánů. Protože neměl potomstvo, jeho manželka Camilla, rozená Hauenschield, požádala po ovdovění o přenesení baronského titulu na svého bratra Eugena. Eugen Julius von Hauenschield-Bauer (1856–1921) působil ve státní správě a nakonec byl viceprezidentem Nejvyššího soudního správního dvora. Titul svobodného pána mu byl udělen v roce 1894. Od roku 1883 byl čestným majitelem pěšího pluku č. 84 dislokovaného v Kremži.

### Rakousko-Uhersko
- Vojenský záslužný kříž s válečnou dekorací (1859)
- rytířský kříž Leopoldova řádu s válečnou dekorací (1866)
- Řád železné koruny II. třídy (1878)
- Řád železné koruny I. třídy (1884)
- velkokříž Leopoldova řádu (1887)

### Zahraničí
- velkokříž Řádu červené orlice (Německo)
- Řád pruské koruny I. třídy (Německo)
- velkokříž Vojenského záslužného řádu (Bavorsko)
- velkokříž Řádu meče (Švédsko)
- velkokříž Řádu rumunské hvězdy (Rumunsko)
- velkokříž Řádu Albrechtova (Sasko)
- velkokříž Řádu Takova (Srbsko)
- Řád lva a slunce I. třídy (Persie)
- Řád vycházejícího slunce I. třídy (Japonsko)
- Řád knížete Danila I. IV. třídy (Černá Hora)